# Conus marimaris
Espèce
Conus marimaris est une espèce de mollusques gastéropodes marins de la famille des Conidae.
Comme toutes les espèces du genre Conus, ces escargots sont prédateurs et venimeux. Ils sont capables de « piquer » les humains et doivent donc être manipulés avec précaution, voire pas du tout.

## Description
La longueur de la coquille de l'holotype atteint 30,9 mm.

## Distribution
Cette espèce marine est présente au large du Cap-Vert.

## Taxonomie

### Publication originale
L'espèce Conus marimaris a été décrite pour la première fois en 2018 par les malacologistes Manuel Jimenez Tenorio (d), Samuel Abalde et Rafael Zardoya (d) dans « The Festivus »,.

### Synonymes
- Conus (Kalloconus) marimaris (Tenorio, Abalde & Zardoya, 2018) · appellation alternative
- Kalloconus marimaris Tenorio, Abalde & Zardoya, 2018 · non accepté (combinaison originale)